# Råttsvansvete
Råttsvansvete (Henrardia persica) är en gräsart som först beskrevs av Pierre Edmond Boissier, och fick sitt nu gällande namn av Charles Edward Hubbard. Råttsvansvete ingår i släktet råttsvansveten, och familjen gräs. Inga underarter finns listade i Catalogue of Life.